# Bjerke
Bjerke je 9. městská část norského hlavního města Osla, třetí nejmenší co se týče počtu obyvatel, součást předměstí Groruddalen. Leží na severním okraji města kde hraničí s lesnatou oblastí Lillomarka, na východě hraničí s obvodem Grorud, na jihovýchodě s Alnou, na západě s Grünerløkkou a na severozápadě s Nordre Aker. Obvod vznikl při administrativní reformě v roce 2004, ale na rozdíl od většiny ostatních jeho jméno i hranice odpovídají obvodu předchozímu. Je pojmenován po statku Bjerke „bříza“ a bříza se objevuje i v logu obvodu.
Jižní část čtvrti je spíše průmyslová, severněji, ve vyšších polohách v blízkosti lesa, se pak nachází především obytná zástavba. Ta je v západní části obvodu tvořena hlavně staršími rodinnými domy, zatímco na východě stojí satelitní město z 50. a 60. let 20. století. Nachází zde například Univerzitní nemocnice Aker, věznice Bretveit a Norská vojenská akademie.
Obvod se skládá z následujících čtvrtí:
- Årvoll
- Veitvet
- Linderud
- Ulven
- Refstad

## Galerie

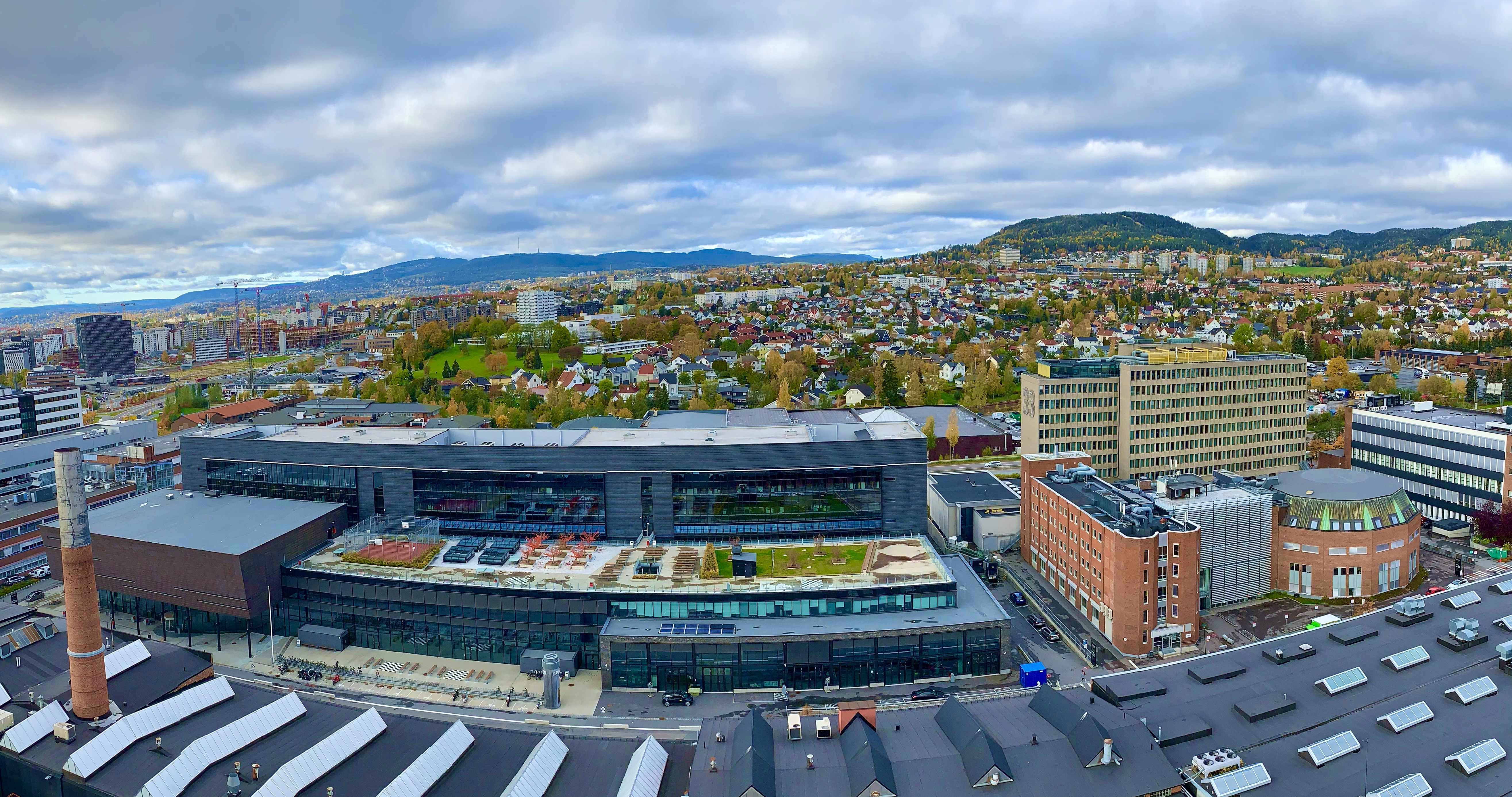
Střední škola Kuben
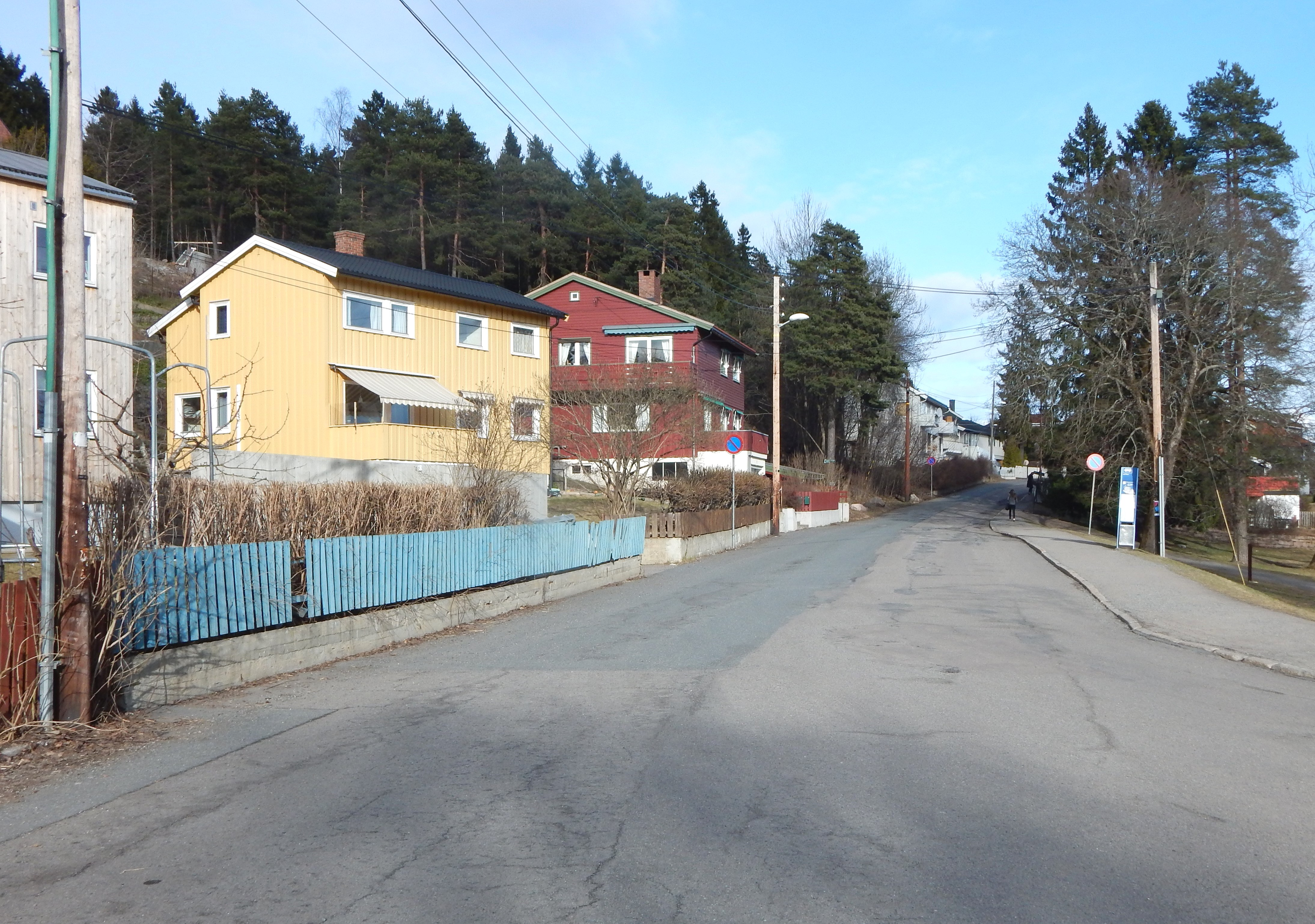
Domy na Kildeveien
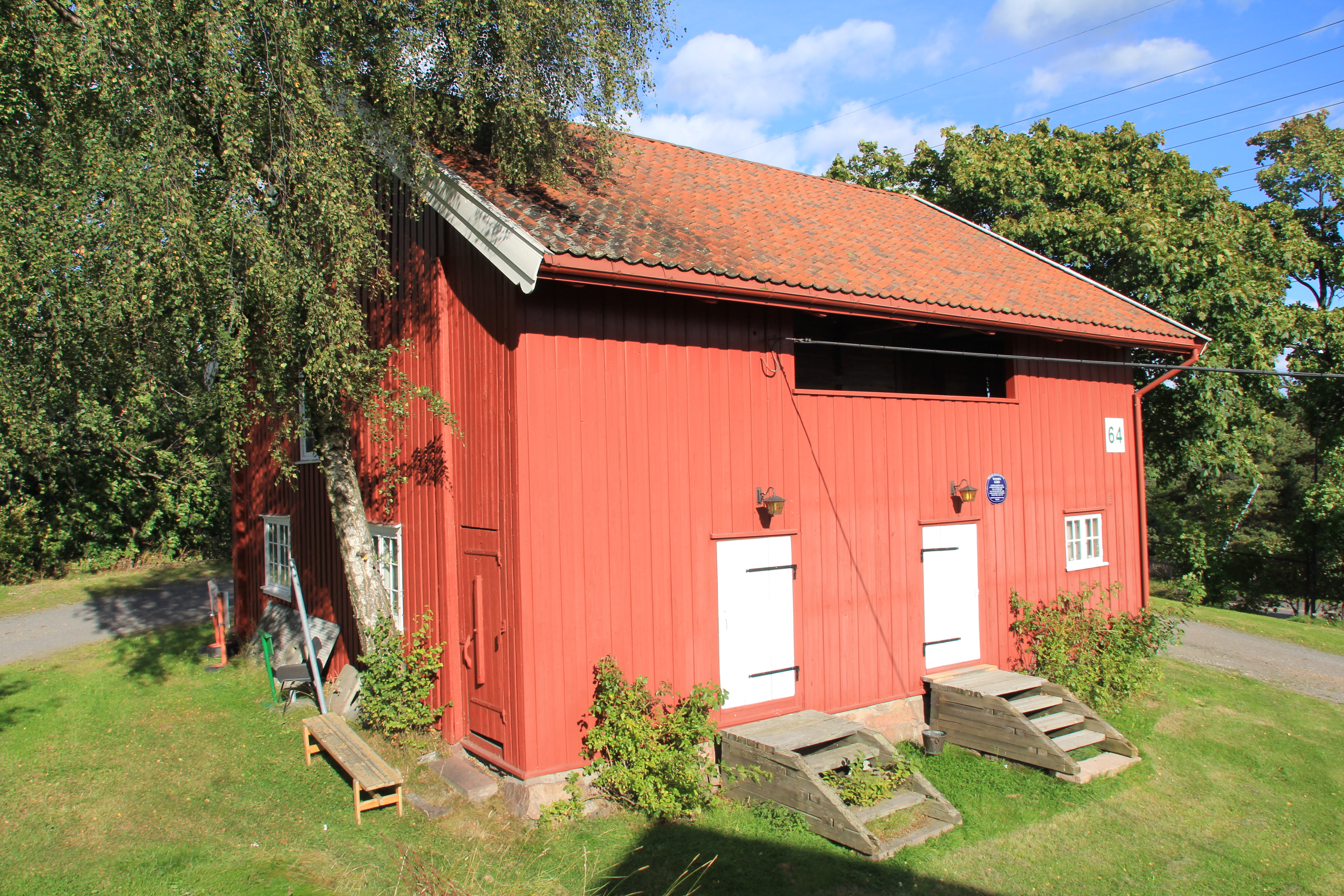
Statek Tonsen